# پری‌نیروانا
در آیین بودا، پری‌نیروانا (سانسکریت: parinirvāṇa؛ پالی: parinibbāna) به مرگی اشاره دارد که از پی آن نیروانا حاصل می‌شود. بدین ترتیب فرد از چرخهٔ سامسارا (مرگ و تولد دوباره) رها می‌شود.